# Viola frondosa
Viola frondosa är en violväxtart som först beskrevs av Josef Velenovský, och fick sitt nu gällande namn av August von Hayek. Viola frondosa ingår i släktet violer, och familjen violväxter. Inga underarter finns listade i Catalogue of Life.